# Patagonia (film 2023)
Patagonia è un film del 2023 diretto da Simone Bozzelli, al suo esordio alla regia di un lungometraggio.

## Trama
La storia segue Yuri, un ragazzo introverso e fragile che vive in un piccolo paesino, dove si sente isolato e insoddisfatto. La sua vita cambia quando conosce Agostino, un giovane animatore di feste per bambini, apparentemente sicuro di sé e affascinante, con il quale instaura un legame morboso. Fin dall'inizio, il rapporto tra i due è segnato da un evidente squilibrio di potere: Yuri si innamora di Agostino, vedendolo come una figura forte e carismatica a cui si aggrappa per sentirsi meno solo, mentre Agostino sfrutta la vulnerabilità di Yuri per esercitare un controllo emotivo su di lui.

## Distribuzione
Il film è stato presentato in anteprima in concorso il 7 agosto 2023 al Festival di Locarno, venendo poi distribuito nelle sale cinematografiche italiane da Vision Distribution a partire dal 14 settembre seguente.